# Association des journalistes scientifiques de la presse d'information
 (mars 2023).
L’Association des journalistes scientifiques de la presse d’information, communément appelée AJSPI est une association loi de 1901 basée à Paris. Elle a été fondée en 1955 par un collectif de journalistes de la presse d'information avec André Labarthe comme premier président. Elle rassemble des journalistes professionnels spécialisés dans l'information scientifique et technique. Carole Chatelain en assure la présidence depuis 2023.

## Objectifs et activité
L’Association des journalistes scientifiques de la presse d’information (AJSPI) regroupe des journalistes scientifiques appartenant à la presse d'information générale, permanents et pigistes issus de la presse écrite, radiophonique, télévisée et audiovisuelle ou multimédia et Internet.  
L’AJSPI est à l’initiative de réunions et de débats entre ses membres, mais également de colloques et rencontres avec des chercheurs.

## Histoire

### Contexte scientifique d’après-guerre
Spécialisation mal identifiée du monde de la presse, le journalisme scientifique n’était, au sortir de la Seconde Guerre mondiale, pas vraiment reconnue professionnellement. Comme le raconte Robert Clarke, ancien journaliste au Parisien libéré, à France-Soir et au Matin de Paris, cofondateur et deux fois président de l’AJSPI (1967 et 1982),  les autorités scientifiques et médicales voyaient d’un très mauvais œil des journalistes se mêler de ce qui ne les regardait pas. La science et la médecine étaient des sujets trop importants, disait-on, pour les laisser à des non-spécialistes  . On fonctionnait encore sur de vieux réflexes d’avant-guerre qui voulaient que seuls les scientifiques étaient capables d’écrire sur la science :  c’était, souligne Robert Clarke, sous la forme de feuilletons, des articles de bas de page, signés par des académiciens , comme cela se faisait  de même pour la littérature, la médecine ou l’économie  . 

### Dans l'arrière salle d'un café parisien
C'est dans ce contexte qu'une quinzaine de journalistes de la presse écrite décide de créer une association destinée à  promouvoir et défendre l’existence de cette spécialisation inconnue jusqu’alors, l’information scientifique et médicale  . Le conciliabule a lieu dans l’arrière-salle d’un petit bistro parisien de la rue Daunou, près de l’Avenue de l'Opéra, le 21 mars 1955 ; c’est ainsi que l’AJSPI est créée. Participent à l'acte de naissance :  Nicolas Skrotzky (1918-1998, AFP), Robert Clarke (France-Soir), Nicolas Vichney (1925-1975, Le Monde), Louis Dalmas (1920-2014, Science et Vie,), François Mennelet (Le Figaro), Jean-Claude Soum (1929-2017, La Croix), Pierre Bourget (1925-2015), journaliste de la rubrique médicale du quotidien L'Aurore. 
L’association crée en 1957 le prix « Découverte » qui  devait récompenser des équipes de jeunes chercheurs.  
En 1966, l’ASPI participe au Colloque de Caen, une réunion de savants qui marque le lancement de la recherche scientifique publique, avec à la clef le recrutement de plus d’un millier de chercheurs. Dans les années 1970-1980, l’association participe aux instances créées pour développer la culture scientifique et technique dans le milieu de la recherche. Quelques chercheurs et médecins choisissent à leur tour de prendre la plume et deviennent membres de l’AJSPI. C’est le cas d’Albert Ducrocq (1921-2001) pionnier de la cybernétique française, chroniqueur à Air & Cosmos et auteur de plus de 40 ouvrages ; de Martine Barrère (1941-1995), physicienne, ancienne du CEA, entrée au mensuel La Recherche en mars 1971 pour y rester deux décennies, présidente de l’AJSPI en 1980 ; du docteur Claudine Escoffier-Lambiotte (1923-1996), chroniqueuse médicale au quotidien Le Monde entre 1956 et 1988 ; ou de Nicolas Skrotzky (1918-1998), passé de l'AFP à France-Soir, auteur de nombreux livres, producteur de l’émission télévisée Visa pour l’avenir de 1962 à 1967  et président de l’AJSPI en 1970. 
Douze ans après sa naissance, l’AJSPI  crée un « Club » qui allait fédérer autour d’elle des entreprises privées et des organismes publics. Lors du Colloque de Nice, en 1969, trois journées de débats animés vont permettre aux journalistes de se rapprocher encore un peu plus des chercheurs ; et de les rallier à leurs souhaits. Le prix Nobel de physiologie ou médecine 1965 Jacques Monod dira à cette occasion :  Il appartient au scientifique d’informer, mais c’est aux journalistes de transférer cette information vers le public , ajoutant  c’est leur responsabilité, elle est importante, et nous devons la respecter, car elle participe à la démocratie en associant les citoyens aux prises de décision .
L'association dispose de représentants dans le Comité d’Orientation chargé de poser les fondements de la Cité des sciences de la Villette ; et d’autre part de signer une convention organisant la création de la salle Science Actualités  qui sera dirigée par un journaliste de l'AJSPI : ce sera tout d'abord Jean Penichon, auquel lui succédera Alain Labouze, entré lui-même à la Cité en 1991. La seconde action fut la participation de membres de l’AJSPI à la formation de journalistes scientifiques, tant dans les écoles spécialisées qu’à l’Université : à Montpellier, et, dans la capitale, avec la création en 1984-1985 du cursus Licence/Maîtrise d’Information de Communication Scientifique et Technique (ICST), à Paris VII (devenu depuis Master Journalisme, culture et communication scientifiques). 

## Le Club de l’AJSPI
Fondée en 1967, cette structure rassemble les responsables des relations extérieures d’un nombre important d’organismes de recherche et d’entreprises industrielles concernés par l’information scientifique, technique et médicale. Ce Club regroupe en 2019 48 organismes, .

## Les présidents de l’AJSPI
- 2023- 2025 ... :  Carole Chatelain (Science et Avenir, La Recherche),
- 2020-2023 : Agnès Vernet (freelance),
- 2018-2020 : Yves Sciama (freelance),
- 2016 : Viviane Thivent (freelance),
- 2014 : Cyrille Vanlerberghe (Le Figaro),
- 2012 : Sylvestre Huet (Libération),
- 2010 : Sophie Bécherel (France Inter),
- 2008 : Philippe Pajot (freelance),
- 2006 : Sophie Coisne (La Recherche),
- 2003 : Jacques-Olivier Baruch (La Recherche),
- 2000 : Cécile Lestienne (Science et Vie Junior),
- 1998 : Patrice Lanoy (Le Figaro),
- 1996 : Jean-Pierre Defait (Ciel et Espace),
- 1994 : Dominique Leglu (Libération),
- 1992 : Alain Cirou (Ciel et Espace),
- 1989 : Marie-Jeanne Husset (Sciences et Avenir),
- 1987 : Bernard Assemat (Industries et Techniques),
- 1986 : Françoise Harrois-Monin (L’Express),
- 1984 : Dominique Simonnet (L’Express),
- 1982 : Robert Clarke (Le Matin),
- 1980 : Martine Barrere (La Recherche),
- 1979 : Serge Caudron (Science et Vie),
- 1978 : Yvonne Rebeyrol (Le Monde),
- 1977 : Martine Allain-Regnault (Antenne 2),
- 1976 : Georges Leclere (Antenne 2),
- 1975 : Dominique Verguese (Le Monde),
- 1974 : Paul Ceuzin (Sciences et Avenir),
- 1973 : Serge Berg (AFP),
- 1972 : Nicolas Vichney (Le Monde), cofondateur.
- 1971 : François de Closets (TF1),
- 1970 : Nicolas Skrotzky (France-Soir), cofondateur.
- 1969 : Georges Merchier (L’Aurore),
- 1968 : Pierre de Latil (Le Figaro),
- 1967 : Robert Clarke (France-Soir), cofondateur.
- 1955 : André Labarthe (Constellation).